# دهه ۱۳۶۰ (پیش از میلاد)
دهه ۱۳۶۰ (پیش از میلاد) صد و سی و ششمین دهه قبل از مبدا شروع تقویم میلادی است.